# Galveosaure
El galveosaure (Galveosaurus, "llangardaix de Galve") és un gènere de dinosaure sauròpode que va viure del Juràssic superior al Cretaci inferior. Les seves restes fòssils es van trobar a Galve, Espanya. El nom d'espècie, Galveosaurus herreroi, fa referència al seu descobridor, José María Herrero.